# Studio (miesięcznik)
Studio – polski miesięcznik literacki ukazujący się w Warszawie w latach 1936–1937.
Wydawcą i redaktorem pisma był Bogusław Kuczyński. W czasopiśmie publikowali m.in. Tadeusz Breza (fragmenty Adama Grywałda), Witold Gombrowicz (fragment Ferdydurke), Kazimierz Truchanowski, Adolf Rudnicki (nowela Niekochana), Karol Irzykowski. Pojawił się też przekład opowiadania Franza Kafki Lekarz wiejski. Oprócz utworów literackich publikowano także teksty poświęcone sprawom warsztatu literackiego (np. dialog Witolda Gombrowicza i Brunona Schulza).